# Enderleinellus menetensis
Enderleinellus menetensis är en insektsart som beskrevs av Ferris 1920. Enderleinellus menetensis ingår i släktet Enderleinellus och familjen ekorrlöss. Inga underarter finns listade i Catalogue of Life.